# 西日本鉄道雑餉隈自動車営業所

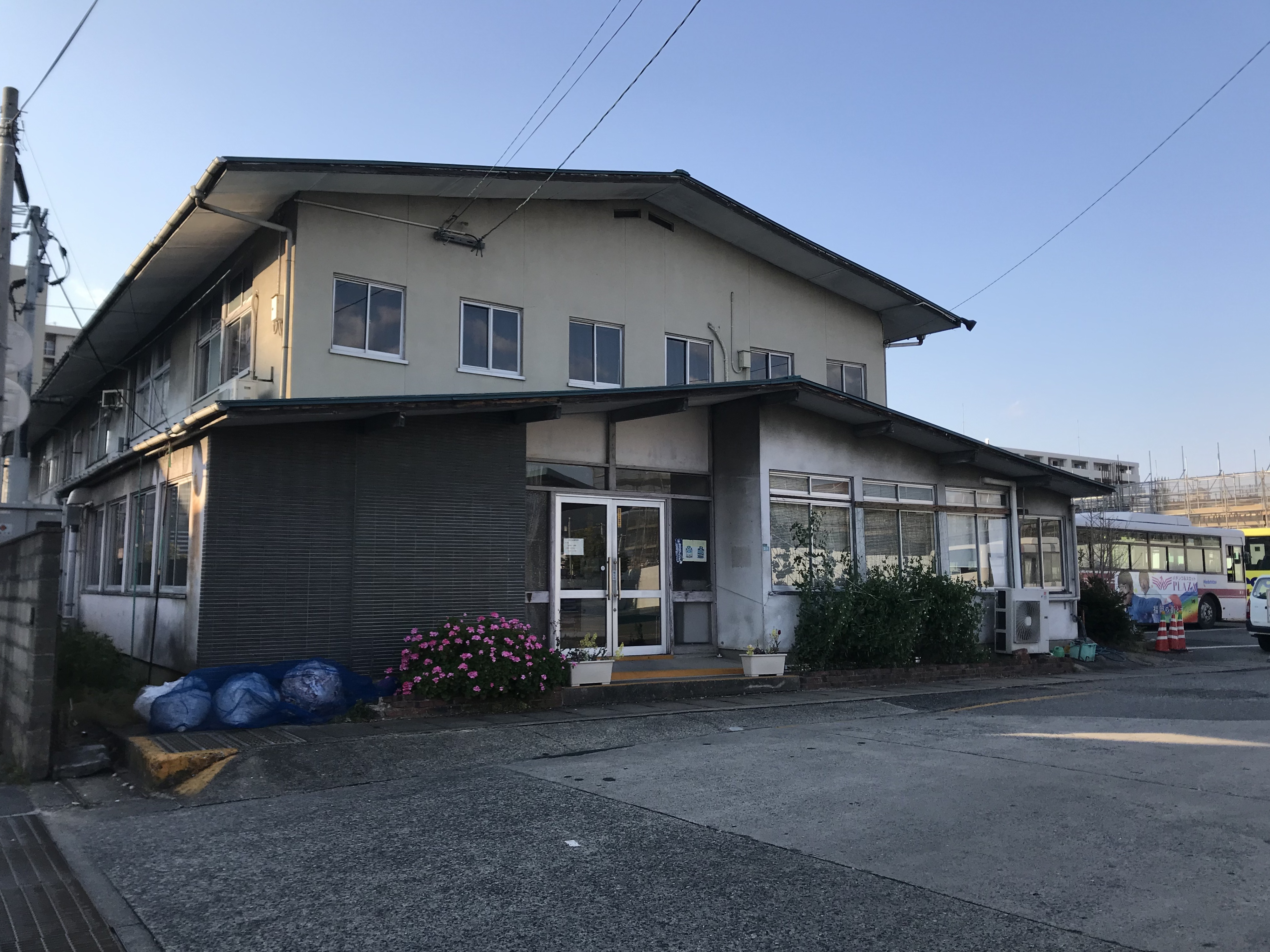
西日本鉄道雑餉隈自動車営業所

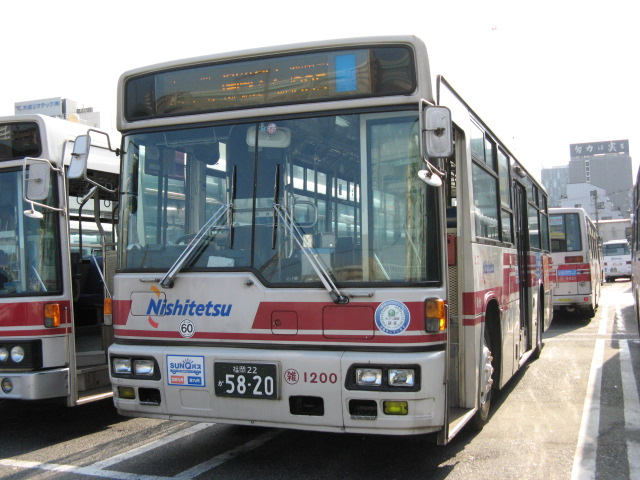
西鉄雑餉隈自動車営業所所属車両

雑餉隈自動車営業所（ざっしょのくまじどうしゃえいぎょうしょ）は西日本鉄道（西鉄バス）に存在していたバス営業所の一つで、主に福岡市博多区や春日市北部を走る路線を運行していた。1962年（昭和37年）7月1日に新設された。

## 概要
西鉄天神大牟田線の線路沿いに設置され、かつては西鉄観光バス福岡南車庫が併設されていた。
2020年3月21日に福岡市博多区那珂の福岡青果市場跡地に竹下自動車営業所として移転し、竹下営業所雑餉隈車庫に格下げされた。
跡地には2024年3月16日に天神大牟田線の桜並木駅が開業した。後に雑餉隈車庫は元の場所から県道49号線を挟んで反対側の高架下に移転し桜並木車庫に名称変更された。

## 所在地
福岡県福岡市博多区竹丘町3丁目2番21号
- 最寄りバス停：雑餉隈営業所（現：桜並木駅）・西鉄雑餉隈駅入口

## 管轄路線
- 2020年3月20日廃止時点の路線（太字は終点・始発停留所）

### 板付団地線
板付七丁目・板付団地から博多駅・福岡タワーおよび大橋駅を結ぶ路線。
- ■■ 40（博多バスターミナル→福岡タワー：■312）
  - 板付七丁目　- 那珂 - 山王一丁目 - 博多駅 - (呉服町RP - 都市高速 - 百道RP) - 福岡タワー(TNC放送会館)
- ■ 特快40（博多バスターミナル→福岡タワー：■312）
  - 板付七丁目 → 那珂 → 博多駅筑紫口 → 博多駅 → (呉服町RP → 都市高速 → 百道RP) → 福岡タワー(TNC放送会館)
- ■■ 5
  - 板付七丁目 - 弓田町 - 西鉄大橋駅

### 板付線
- ■■ 41
  - 雑餉隈営業所- 麦野 - 新屋 - 板付 - 半道橋 - 比恵 - 東光町 - 博多駅
  - イオン大野城 - 麦野 - 新屋 - 板付 - 半道橋 - 比恵 - 東光町 - 博多駅

博多駅 - 雑餉隈営業所・イオン大野城間を国道3号・県道112号経由で結ぶ路線。
- ■■ 43
  - 金隈 - 月隈 - 板付 - 半道橋 - 比恵 - 博多駅

博多駅と金隈を県道112号経由で結ぶ路線。

### 諸岡線
博多駅から筑紫通り経由で諸岡・井尻駅・福岡女学院・南本町・雑餉隈営業所方面へ、天神・都市高速経由でシーサイドももち地区へ至る路線。
- ■■ 44（福岡タワー行きのみ[1]、博多駅前→住吉：■305／渡辺通一丁目→福岡タワー■W1）
  - 雑餉隈営業所 - 南本町 - 板付新橋 - 諸岡四角 - 山王一丁目 - 博多駅 - 渡辺通一丁目 - 天神 - (天神北RP - 都市高速 - 西公園RP) - ヤフオクドーム前 - 福岡タワー（TNC放送会館）
- ■ 44（博多駅前→住吉：■307／渡辺通一丁目→福岡タワー■W2）
  - 雑餉隈営業所 → 南本町 → 板付新橋 → 諸岡 → 山王一丁目 → 博多駅 → 渡辺通一丁目 → 天神 → (天神北RP - 都市高速 - 百道RP) → 福岡タワー（TNC放送会館）
- ■□■ 45
  - 雑餉隈営業所 - JR南福岡駅 - 宝町 - 福岡女学院 - 御陵 - 井尻駅 - 諸岡四角 - 山王一丁目 - 博多駅
  - 雑餉隈営業所 - JR南福岡駅 - 宝町 - 御陵 - 井尻駅 - 諸岡四角 - 山王一丁目 - 博多駅
- 福岡女学院直行（無番）
  - 福岡女学院 - 井尻駅前
  - 福岡女学院 - JR南福岡駅
- ■□ 45-1
  - 雑餉隈営業所 - JR南福岡駅 - 宝町 - 福岡女学院 - 福岡徳洲会病院 - 井尻駅

- ■ 420
  - 雑餉隈営業所 - 麦野 - 板付七丁目 - 西月隈三丁目 - (月隈RP - 都市高速 - 千代RP) - 呉服町 - 天神
- ■ 急行
  - 天神コア前 → 渡辺通一丁目 → 博多駅

- ■■ 305（那の津口→博多駅：■5）
  - 博多駅 - 住吉 - 天神 - (天神北RP - 都市高速 - 西公園RP) - ヤフオクドーム前 - 福岡タワー（TNC放送会館）

- ■ 302（那の津口→博多駅：■5）
  - 福岡タワー（TNC放送会館） → 医師会館・ソフトリサーチパーク前 → (百道RP → 都市高速 → 天神北RP) → 天神 → 渡辺通一丁目 → 住吉 → 博多駅

- ■ 312
  - 福岡タワー（TNC放送会館） → 医師会館・ソフトリサーチパーク前 → (百道RP → 都市高速 → 呉服町RP) → 呉服町 → 博多駅

### 竹下線
福岡市中心部から竹下経由で井尻・雑餉隈地区に至る路線。経路上に狭隘区間が存在していたが、2016年3月26日からは狭隘区間を通過しないように経路変更された。
- ■■ 46 (天神→博多ふ頭：■90)
  - 雑餉隈営業所 - JR南福岡駅 - 井尻六ツ角 - 井尻一丁目 - 竹下 - アサヒビール前 - 駅南二丁目 - 博多駅 - キャナルイーストビル前 - 天神 - 博多ふ頭
  - 福岡女学院 - 井尻六ツ角 - 井尻一丁目 - 竹下 - アサヒビール前 - 駅南二丁目 - 博多駅 - キャナルイーストビル前 - 天神 - 博多ふ頭
- ■■ 46-1（雑餉隈営業所←精華女子短大前・五十川→天神：■■46／天神→博多ふ頭■90)
  - 雑餉隈営業所 - JR南福岡駅 - 井尻六ツ角 - 宮竹小学校西 - 竹下 - アサヒビール前 - 春住町 - 博多駅 - 駅南二丁目 - 博多駅 - キャナルイーストビル前 - 天神 - 博多ふ頭
  - 福岡徳洲会病院 - 井尻六ツ角 - 井尻駅前 - 宮竹小学校西 - 竹下 - アサヒビール前 - 春住町 - 博多駅 - 駅南二丁目 - 博多駅 - キャナルイーストビル前 - 天神 - 博多ふ頭

## 過去の路線

### 南福岡線
- ● 11 
  - 雑餉隈営業所 - JR南福岡駅 - 西鉄雑餉隈駅入口 - 山田 - 中 - 乙金 - 乙金病院前 - 県民の森入口 - 宇美営業所 - 宇美町役場入口 - 上宇美 - 宇美駅 - 柳原 - 飛岳団地 - 障子岳

### 板付（都市高速）線
- ■■ 410 
  - 天神 - （→川端町・博多座前→／←中洲←蔵本←） - 呉服町 - 蓮池 - (千代RP - 都市高速 - 榎田RP) - 半道橋 - 東那珂 - 板付 - 新屋 - 麦野 - 山田 - 雑餉隈営業所

### 板付線
- ■■ 41 
  - 吉塚営業所 - 吉塚駅前 - 妙見 - 吉塚新川 - 隣保館前 - 緑橋 - 祇園町 - （現41番：博多駅 - 雑餉隈営業所）
- ■□ 41 
  - 博多駅 - 東光町 - 東比恵一丁目 - 半道橋 - 東那珂 - 板付 - 新屋 - 麦野 - 山田 - 大野城市役所前 - 関屋 - 二日市 - 朝倉街道
  - 雑餉隈営業所 - 山田 - 大野城市役所前 - 関屋 - 二日市 - 朝倉街道

かつての甘木幹線の片割れ。博多駅から朝倉街道までは県道112号を直進していた。現存する甘木幹線41番と直接的な関係はない。1995年12月廃止。
- ■□ 41-1 
  - 大名二丁目 - 天神 - 川端町（現：川端町・博多座前） - 呉服町 - 祇園町 - 緑橋 - 隣保館前 - 堅粕 - 東光町 - 東比恵一丁目 - 半道橋 - 東那珂 - 板付 - 新屋 - 麦野 - 山田 - 雑餉隈営業所
- ■□ 43 
  - 福岡空港 - 東平尾 - 月隈 - 金隈 - 中 - 山田 - 西鉄雑餉隈駅入口 - JR南福岡駅 - 雑餉隈営業所

- ■■ 43 
  - 博多駅 - 堅粕 - （東光町 - 現43番:金隈）

- ■ 直行
  - 博多駅→キャナルイーストビル前→キャナルシティ博多前→博多バスターミナル

### 板付団地線
- ■■■ 40（福岡タワー行きは博多バスターミナルから312番として運行）
  - 藤崎 - （40番:現行路線 福岡タワー南口 - 板付七丁目）
- ■■特快40（博多バスターミナルから312番として運行・博多駅筑紫口←那珂間は通過）
  - 藤崎←（40番:現行路線 福岡タワー南口←板付七丁目）

### 竹下線
- ■■ 46
  - （46番:現行路線 博多ふ頭 - 博多駅） - 博多消防署前 - （46番:現行路線 駅南二丁目 - 雑餉隈営業所）

### 諸岡線
- ■□ 45
  - 弥永団地 - 下白水 ‐ (45番:現行路線 昇町 ‐ 井尻駅 ‐ 諸岡四角 ‐ 博多駅)

- □ 45
  - 弥永団地 - 下白水 ‐ (45番:現行路線 昇町 ‐ 大和町一丁目 ‐ 南福岡駅 ‐ 雑餉隈営業所)

- □ 45
  - 井尻六ツ角（折返場）＜井尻交差点＞←御陵←須玖←福岡女学院←昇町←小倉←大和町一丁目←那珂南小学校前←寿町二丁目←南福岡駅←寿町二丁目←雑餉隈営業所

### その他
一時期、雑餉隈営業所・JR南福岡駅発着の11番・43番の一部に営業所表記「○雑」の車両が使用されていたが、実際には西鉄バス二日市宇美支社の乗務員が運転しており、車内の路線図も同支社のものが使用され、「にしてつ時刻表」携帯版の運行会社も「西鉄バス二日市」表記のため、宇美支社の運行であるとみなして、ここでは記載しない。なお、現在は表記が本来のものに変更されている。
かつて車両には本来の営業所記載表記とは別に「ざっしょのくま」と所属営業所が記載されたクマのイラストのシールが貼られていた。

## 車両
- 路線車
  - 大型車は西工B型ボディが、日産ディーゼルといすゞの配置。三菱ふそうも在籍していたが、2017年初頭に全車引退した。2011年からはいすゞ・エルガも投入されている。43番雑餉隈系統が移管されるまでは、運用の都合上多数の標準床大型車が在籍していたが、現在は消滅した。2015年2月には大型車初のノンステップバスが登場した。
  - 中型車は日野・レインボーIIといすゞ・エルガミオが配置されている。2013年12月より当営業所初のノンステップバス（いすゞ・エルガミオ）が配置された。日産ディーゼルの西工B型は2018年4月頃他営業所に転属して雑餉隈営業所からは消滅した。

- 貸切車
  - 現在は配置されていない。